# Pisančki
Pisančki (znanstveno ime Nymphalidae) so družina dnevnih metuljev. Imajo zelo kratke, krtačaste sprednje noge, na katerih so čutila. Čutne noge držijo ob glavi, proč od tal. Razpon kril je 3 do 15 centimetrov. Zgornja površina kril je živobarvna, spodnja pa je varovalno obarvana, ker jo metulj kaže med počitkom. Samci in samice so različnih barv, na njihovo barvo pa vplivajo tudi letni časi. Samice odlagajo jajčeca na liste dreves, grmovja in zelnate rastline. Bradavičaste izbokline visijo z gostiteljske rastline na skupini posebnih kaveljcev, ki se imenujejo kremastri. Mlade gosenice se skupaj hranijo z listi. Odrasli metulji srkajo medičino in tekočine; nekatere privlači sadje, govno, mrhovina, urin in celo nafta. 
Nekaj znanih vrst:
- Pogrebnik (Nyphalis antiopa), ki naseljujejo travišča na severni polobli, znani so po svetlih pegah na robovih sprednjih kril ter niz škrlatno modrih lis.
- Admiral (Vanessa atalanta) , ki je razširjen na severni polobli,  njegove gosenice se prehranjujejo s koprivo ter hmeljem, znan je po temno lisastih zadnjih krilih, širokih oranžnih pasov ter izrazitih belih  pegah na sprednjih krilih.
- Ameriški monarh (Danaus plexippus), znan je po dolgih selitvenih poteh, izmed njih tudi najdaljša med Mehiko in Kanado. Njegove gosenice se hranijo s svilnicami, ki so strupene za plenilce, imajo bele lise na glavi in bele lise na krilih,
- Navadni morfo (Morpho peleides) se naseljuje v gozdovih, kot so v Južni in Srednji Ameriki, Z velikim razponom kril (9,5 - 12 cm) je eden največjih pisančkov. Njihove gosenice izločajo škodljivo obrambo, ki imajo neprijeten vonj, znani so po temnih progah z belimi lisami na krilih.
- Pomladni tratar (Boloria euphrosyne) živi na travnikih in gozdnih obronkih z veliko pisanega cvetja. Ogroža ga intenzivna raba travnikov, zaraščanje gozdnih robov in pretirana strojna košnja cestnih robov. Razširjen je po celi Evropi od Anglije do Rusije in od Skandinavije do Španije.